# Cebolla de Roscoff
La cebolla de Roscoff (en francés, oignon de Roscoff) es una denominación de origen controlada (AOC) establecida en octubre de 2009 para proteger la producción de una variedad de cebolla cultivada en la costa norte de Finisterre, Bretaña, Francia. Fue un monje capuchino quien trajo en el siglo XVII diversas cebollas rosadas desde Portugal, y enseñó a los vecinos del convento de Roscoff cómo cultivarlas. Se trata de una cebolla aromática, de sabor suave y dulce, con tonos rosados-cobrizos en las capas externas y con un tamaño promedio de 40-80 mm de diámetro. Su nombre procede de la villa de Roscoff, la cuna histórica de esta producción y durante mucho tiempo el único puerto de exportación a Gran Bretaña. El órgano de control y gestión de esta denominación es el Sindicato de la Denominación de Origen Controlada “Oignon de Roscoff”, con sede en Saint-Pol-de-Léon.
En 2010 se presentó una solicitud de DOP (Denominación de Origen Protegida) a los servicios de la Comisión Europea, que fue reconocida el 18 de septiembre de 2013. Esto implica que la indicación de procedencia está reconocida y protegida por todos los países miembros de la Unión Europea.
Desde 2003, la ciudad de Roscoff organiza el Festival de la cebolla de Roscoff (Fête de l’oignon de Roscoff) en agosto. En esta ciudad existe un museo llamado Maison des Johnnies, instalado en una antigua granja, que explica la historia de la cebolla rosada de Roscoff y de los Johnnies, unos comerciantes ambulantes de cebollas que iban todos los veranos a Gran Bretaña para vender sus cebollas puerta a puerta.